# 四ホウ酸リチウム
四ホウ酸リチウム（しホウさんリチウム、lithium tetraborate）は、ホウ酸のリチウム塩である。水によく溶ける白色の固体であり、発生毒性や眼に対する腐食性を持つ。水酸化リチウムもしくは炭酸リチウムとホウ酸の反応によって製造され、グリースや光学材料、線量計などに用いられる。

## 性質
四ホウ酸リチウムは密度2.349の白色固体。融点は916°C、917°C、930°Cなどのデータがある。16水和物、5水和物、3水和物および無水物の形を取り、5水和物は200°Cで3水和物、320°Cで無水物となる。3水和物はX線回折からLi(H2O)B2O3(OH)の構造であることが確認されている。水に対する溶解度は141g/Lと高いがアルコールには溶解しない。
結晶は正方晶系であり、点群4mm、I41cdの空間群を取る。結晶中のリチウムは5配位を取り、BO4およびBO3ユニットの単位構造と結合している。また、{100}もしくは{112}の結晶面を界面とした双晶を形成することが出来る。

## 製法
四ホウ酸リチウムは水酸化リチウムとホウ酸を水溶液中で反応させた後に溶媒の水を除去することによって得られ、この製法の場合3水和物が得られる。塩湖の鹹水のようなホウ酸およびリチウムを豊富に含む自然資源の濃縮によっても同様に四ホウ酸リチウムが得られ、温度や共存成分などの条件によって16水和物や5水和物、3水和物の形で析出する。
{\displaystyle {\ce {2LiOH + 4H3BO3 -> Li2B4O7.3H2O + 4H2O}}}
また、炭酸リチウムとホウ酸を混合して加熱する固相反応によっても合成することが出来る。この反応において、炭酸リチウムは熱分解して酸化リチウムとなり、ホウ酸も加熱によって脱水し酸化ホウ素となるため、実質的には酸化リチウムと酸化ホウ素の反応となる。
{\displaystyle {\ce {Li2O + 2B2O3 -> Li2B4O7}}}
四ホウ酸リチウムは融点において調和溶融するためチョクラルスキー法によって大型の単結晶を製造することができる。このように製造された単結晶は表面弾性波基盤や光学材料として用いられ、特に光学材料用の四ホウ酸リチウム単結晶では結晶内の屈折率の変動がコヒーレンスに影響を与えるため高い結晶品質が求められる。

## 用途
四ホウ酸リチウムは潤滑剤やグリースに用いられる他、伝熱流体や動作油などに用いられる。また、160nm以上の波長の光を透過し高い非線形光学特性を有する事から、レーザーやセンサーなどの光学材料や表面弾性波装置の用途でも広く用いられている。
四ホウ酸リチウムは有効原子番号7.2と人体の値(7.4)に近しい値を持つため、生体被曝線量測定用の熱ルミネッセンス線量計の発光材料としても利用されている。また、四ホウ酸リチウムの構成元素であるリチウムおよびホウ素は熱中性子吸収断面積が大きな同位体である6Liおよび10Bを含むため中性子線に対して鋭敏であることも線量計用途において利点となる。
研究室ではDNAやRNA、タンパク質のゲル電気泳動のためのLB緩衝材(Lithium Borate buffer)として使われる。ホウ酸イオンによる緩衝液としてのpH維持効果に加えて、電気泳動においてリチウムイオンは大きな水和シェルの形成や電気泳動移動度の低さなどの特性を持つため、他のアルカリ金属のホウ酸塩と比較して印加電圧への耐性が高く、発熱量が低く、分離能が高いなどの点で有用である。
また蛍光X線分析において粉体試料を測定するための前処理法の一つであるガラスビード法の融剤として利用される。

## 毒性
四ホウ酸リチウムは水に対する溶解度が高いため、経口摂取された後は胃腸液に溶解してホウ酸イオンとリチウムイオンに解離する。ホウ酸イオンは消化管から容易に吸収されることが知られており、リスク評価の観点において四ホウ酸リチウムの経口摂取時の体内への吸収率は100%とみなされる。OECDテストガイドライン423に従った急性経口毒性試験においては雌のラットに対する2000mg/kgの経口投与で投与2日後に全数が死亡し、300mg/kgの投与では死亡例は見られなかった。この結果より経口半数致死量LD50は300から2000mg/kgの間であり、LD50のカットオフ値は500mg/kgとされGHS分類における経口急性毒性は区分4に分類される。
四ホウ酸リチウムは発生毒性があり、その無有害作用量(NOAEL)は50mg/kgとされる。OECDテストガイドライン422に従ったラットに対する反復投与毒性試験と生殖／発生毒性スクリーニング試験の併合試験において、投与量150mg/kgの28日間反復経口投与で妊娠中の母体の体重増加率の減少や、出生後の子の体重増加率の減少および生存率の低下が観察されている。一方で生殖毒性に関しては投与量150mg/kgまで影響は観察されていない。また、反復投与における非有害な影響として雌ラットで赤血球分布幅の増加やヘマトクリット値の低下などの血液に関する指標の変化や脾臓の肥大が見られ、雄ラットおよび雌ラットの両方で脾臓における髄外造血が観察されている。
OECDテストガイドライン405に従ったウサギに対するin vivo眼刺激性/重篤な眼損傷試験においては不可逆な角膜および結膜の損傷が観測され、GHS分類における眼に対する重篤な損傷・眼刺激性は区分1に分類される。